# كأس إنترتوتو 1983
كأس إنترتوتو 1983 هو الموسم 23 من كأس إنترتوتو. فاز فيه Hammarby IF ‏.